# Шолудьки (Ахтырский район)
Шолудьки (укр. Шолудьки) — село,
Груньский сельский совет,
Ахтырский район,
Сумская область,
Украина.
Код КОАТУУ — 5920382403. Население по переписи 2001 года составляет 75 человек .

## Географическое положение
Село Шолудьки находится на расстоянии в 2,5 км от реки Грунь.
На расстоянии в 1,5 км расположены сёла Бурячиха, Аврамковщина и Грунь.
К селу примыкают небольшие лесные массивы (дуб).